# Тахматсой
Тахматсой (устар. Тахматсай) — река протекающая по территории Айнинского района Согдийской области Таджикистана. Правый приток реки Зеравшан впадающий в него в 666,1 км от устья. Берёт начало на южных склонах Туркестанского хребта в 1 км на юго-востоке от перевала Чандыр. Направление течения в основном южное. В 1 км на севере от места впадения в Зеравшан, слева выведен канал предназначенный для орошения земель и водоснабжения населения посёлка Новдунак.
Длина — 10 км. Количество рек протяжённостью менее 10 км расположенных в бассейне Тахматсой — 3, их общая длина составляет 8 км.